# پونتا پیودا
پونتا پیودا (به لاتین: Punta Pioda) یک کوه در سوئیس است که در کانتون گراوبوندن واقع شده‌است. پونتا پیودا ۳٬۲۳۸ متر بالاتر از سطح دریا واقع شده‌است.